# Caqui

O caqui (português brasileiro) ou dióspiro (português europeu) é o fruto do caquizeiro (português brasileiro) ou diospireiro (português europeu), uma árvore da família Ebenaceae. O nome dióspiro (Diospyros) tem origem no grego: διόσπυρος (dióspyros), que significa alimento de Zeus, enquanto caqui vem do japonês kaki (柿).
Existem diversas variedades: a vermelha, quando madura, é muito doce e mole e precisa de muito cuidado no transporte para não se amassar. Esta variedade é muito consumida em Portugal. A variedade conhecida como caqui-sileide ou caqui-café (no Brasil) é de cor alaranjada e no interior tem riscas cor de chocolate. É mais dura e resistente e não tão doce como a vermelha. Tem poucas calorias (cerca de 80 por 100 g) e possui vitaminas A, B1, B2 e E, além de cálcio, ferro e proteínas.[carece de fontes?]
O caqui é muito cultivado na região sul do Brasil e no estado de São Paulo, particularmente em Itatiba, Piedade e em Mogi das Cruzes, conhecida como Terra do Caqui, pois o fruto dá-se bem em climas amenos e frios (subtropical e temperado). No Brasil, as primeiras variedades do caqui doce foram trazidas por imigrantes japoneses em 1916; até então, os brasileiros só conheciam o caqui do tipo adstringente, aquele que «amarra a boca».
Em 2018, São Paulo era o maior produtor de caqui do Brasil, com 58% da produção nacional. O Rio Grande do Sul vinha em 2º lugar com 19%, Minas Gerais em 3º lugar com 8%, e o Rio de Janeiro em 4º lugar com 6%.
É também cultivado em Portugal, nomeadamente na região das Beiras.[carece de fontes?]

## Grupos e variedades

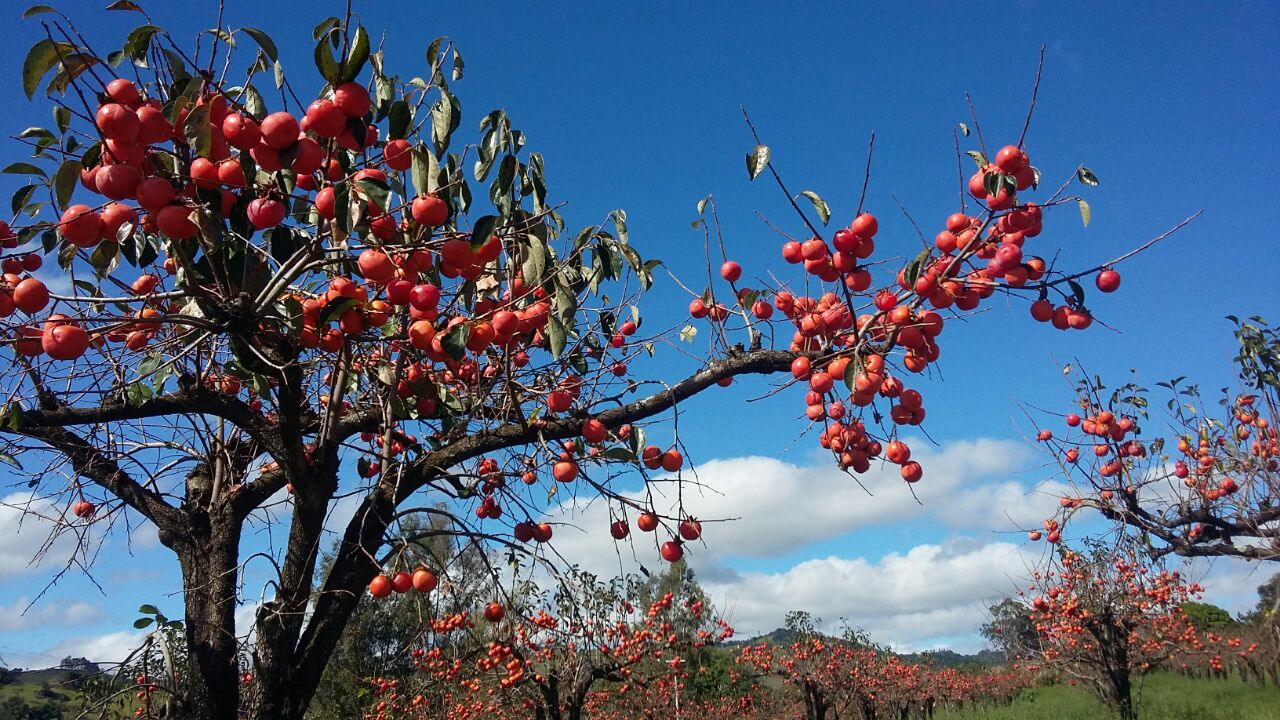
Caquizeiro

As variedades de caqui foram separadas, principalmente, de acordo com as propriedades organolépticas, e assim reunidas em três grandes grupos, que são os sibugaki (taninosos), amagaki (não taninosos) e variáveis, com a finalidade de facilitar os estudos, devido ao elevado número de variedades e de híbridos.

### Sibugaki
Os sibugakis ou taninosos são de coloração quase vermelha e necessitam de tratamento especial após a colheita para se tornarem comestíveis, são adstringentes em virtude do excesso de tanino que possuem em sua composição.
São exemplos deste grupo as variedades taubaté, pomelo e rubi. As variedades adstringentes de caqui possuem elevados teores de taninos solúveis, os quais proporcionam uma sensação de secura no palato. O consumo excessivo de caquis, especialmente se mal mastigados, pode ocasionar problemas de saúde, uma vez que o tanino presente nas frutas reage com os acídos gástricos e forma uma massa sólida, chamada de fitobezoar ou diospyrobezoar. Se a quantidade de caquis consumidos for grande o suficiente, essa massa pode causar obstrução intestinal.
A variedade taubaté é bastante difundida e explorada no estado de São Paulo, apresenta frutos grandes e globosos com polpa amarela clara. A variedade IAC 6-22, também conhecida como pomelo, apresenta plantas muito vigorosas e muito produtivas, adaptada a regiões mais quentes, produz frutos globosos e grandes, polpa de coloração alaranjada a avermelhada, com bom sabor e sementes em quantidade. A variedade rubi, diferente das outras do grupo sibugaki, apresenta frutos menores, mas também globosos e achatados, a polpa é avermelhada, com bom aspecto e excelente sabor, pouco fibrosa e com alto teor de sólidos solúveis totais de 16º Brix.

### Amagaki
Os amagakis ou não taninosos são mais amarelos quando maduros e podem ser consumidos sem nenhum tratamento. As principais variedades deste grupo são fuyu, jiro e fuyuhana. A aceitação desta variedade deve-se à sua boa aparência, ao tamanho médio dos frutos e as características da polpa quanto à textura, doçura e baixa acidez. Produz somente flores femininas e frutifica por partenocarpia, sendo assim necessária outra variedade doadora de pólen. A colheita nas Regiões Sul e Sudeste do Brasil é de aproximadamente 30 dias, nos meses de abril e maio, sendo 90% de toda a produção comercializada após a colheita.
A cultivar fuyu é a variedade mais plantada, sobretudo porque essa variedade produz frutos grandes, sem tanino, sem sementes e de boa qualidade organoléptica e nutricional, o que lhe permite atingir maiores cotações no mercado interno e externo. A variedade Jirô é uma planta de porte médio e com a produção menor em relação à fuyu, exigente em tratos culturais e clima ameno, condições nas quais são essenciais para o cultivo desta variedade. Seus frutos são grandes, achatados, com polpa amarela avermelhado, com colheita em março e abril na Região Sul e Sudeste.

### Variável
O grupo variável apresenta, geralmente, polpa amarelada, os frutos podem apresentar, ou não, sementes, que na presença das mesmas podem ocorrer alterações no sabor, coloração e textura. Quando nos frutos há poucas sementes, a tonalidade escura aparece ao redor delas, originando o que é popularmente conhecido como caqui chocolate.
São exemplos deste grupo as variedades rama forte, giombo, kyoto e kaoru.
A variedade rama forte apresenta plantas vigorosas e muito produtivas, produz frutos de tamanho médio, achatados e de polpa amarelo escura, podendo ser chocolate se apresentar sementes. A variedade giombo apresenta plantas bastantes vigorosas e produtivas, os frutos são de tamanho médio, de formato ovoide, quando não apresentam sementes a polpa é amarelo avermelhada e bastante taninosa, quando com sementes é tipo chocolate e sem adstringência. A variedade IAC 13-6, também chamada de kaoru, apresenta plantas com alto vigor, muito produtivas, com frutos grandes, globosos, com presença de tanino, a polpa é laranja avermelhada e com poucas fibras. As variedades rama forte e giombo apresentaram grande potencial de produção em pesquisas realizadas pela Embrapa no Semiárido no Vale do São Francisco. Estas variedades são as mais comercializadas na Região Sudeste do país, principal região consumidora da fruta.

## Produção mundial
| País                                     | Produção em 2018 (milhões de toneladas anuais) |
| ---------------------------------------- | ---------------------------------------------- |
| China                                    | 3,16                                           |
| Espanha                                  | 0,49                                           |
| Coreia do Sul                            | 0,34                                           |
| Japão                                    | 0,20                                           |
| Azerbaijão                               | 0,16                                           |
| Brasil                                   | 0,15                                           |
| Total mundial                            | 4,71                                           |
| Fonte: Food and Agriculture Organization |                                                |